# Gordon Fullerton
Charles Gordon Fullerton (Rochester, 11 ottobre 1936 – Lancaster, 21 agosto 2013) è stato un astronauta, ingegnere e militare statunitense.

## Biografia

### Formazione
Fullerton frequentò la U.S. Grant High School di Portland in Oregon. Nel 1957 ottenne il titolo di studio di bachelor in ingegneria meccanica e solo un anno dopo il Master nello stesso campo, conseguendoli entrambi presso l'istituto californiano di tecnologia, il California Institute of Technology, di Pasadena in California.
Fullerton è pluridecorato di onorificenze nel campo militare e civile e membro di influenti associazioni americane.

### Carriera militare
Fullerton si arruolò presso l'aeronautica militare americana - U.S. Air Force - a luglio del 1958 dopo aver lavorato per un breve periodo quale ingegnere disegnatore di congegni meccanici per la Hughes Aircraft Co. di Culver City in California.
Dopo un primario addestramento di volo venne assegnato all'allenamento per pilotare in un primo momento l'aereo F-86 e successivamente il bombardiere B-47. In questo periodo fu stazionato presso la Davis-Monthan Air Force Base in Arizona. Nel 1964 venne selezionato per poter frequentare la scuola per aspiranti piloti di voli aerospaziali dell'Air Force, la Air Force Aerospace Research Pilot School (ora brevemente chiamata Air Force Test Pilot School) presso la Edwards Air Force Base in California. Promosso di grado venne assegnato (nel ruolo di pilota test) alla divisione per operazioni militari con bombardieri, la Bomber Operations Division della Wright-Patterson Air Force Base in Ohio. Nel 1966 Fullerton fu selezionato a far parte del programma della Air Force per il Manned Orbiting Laboratory (MOL) come aspirante membro d'equipaggio per questa stazione spaziale, progettata comunque particolarmente per fini di spionaggio. Faceva parte del secondo gruppo scelto per questo progetto. A partire da tale selezione servì esclusivamente per questo programma fino alla sua definitiva sospensione nel 1969 senza che lo stesso venisse effettivamente realizzato.

### Passaggio alla NASA
Fullerton fu uno dei sette astronauti che in seguito alla cancellazione del progetto passò al Johnson Space Center della NASA. Se l'Air Force aveva selezionato tre gruppi per un totale di 17 astronauti, solo sette di loro poterono passare alla NASA in quanto la stessa richiedeva un'età inferiore ai 35 anni al momento del passaggio. Nota interessante fu che sia per il primo come per il terzo gruppo selezionato dall'Air Force solo un astronauta poté essere scelto mentre il secondo gruppo completo corrispondeva alle esigenze della NASA. Così fece parte degli equipaggi di supporto (support crew) delle missioni dell'Apollo 14, Apollo 15, Apollo 16 ed Apollo 17, tutte allunate tra febbraio 1971 e dicembre 1972 quasi sempre assumendo pure il ruolo di Capcom.
Nel 1977, Fullerton fu assegnato ad uno dei due equipaggi composti sempre da due astronauti impegnati con il pilotaggio per il prototipo dello Space Shuttle Enterprise. Tale incarico prevedeva particolarmente voli di collaudo per il rientro ed atterraggio dello Shuttle, cioè il programma chiamato Approach and Landing Test Program sempre eseguito a Dryden durante quell'anno.
Fullerton fu il pilota della missione dello Shuttle STS-3 durata otto giorni - un volo di collaudo della navicella spaziale in orbita. La missione venne lanciata il 22 marzo 1982 dal Kennedy Space Center in Florida. Durante il volo, lo Shuttle Columbia venne esposto a situazioni di temperatura estrema nonché si eseguirono i primi collaudi del Remote Manipulator Systems, un braccio lungo circa 15 metri per manovrare i carichi di bordo dello Shuttle come p.e. per posizionare dei satelliti artificiali. Il 30 marzo STS- atterrò a Northrup Strip di White Sands in Nuovo Messico in quanto la pista d'atterraggio prevista sul lago salato di Rogers dell'Edwards Air Force Base era impraticabile a causa delle pesanti piogge che l'avevano bagnata in tale stagione.
Fullerton fu comandante della missione dello Spacelab 2, STS-51-F, lanciata dal Kennedy Space Center il 29 luglio 1985. Questa missione, eseguita con l'orbiter Challenger fu la prima di una serie che portò con sé come esclusivo carico di bordo lo Spacelab, nonché la prima ad adoperare lo Spacelab Instrument Pointing System (IPS). Vennero eseguiti 13 esperimenti maggiori riferentesi particolarmente all'astronomia, alla fisica del Sole, alla scienza ionosferica, scienza umana ed un esperimento con elio altamente liquefatto. La missione atterrò il 6 agosto a Dryden.

### Dopo la NASA
Fullerton, volato nello spazio per più di 380 ore, rimase alla NASA fino al novembre 1986 quando venne assegnato ai piloti di ricerca stazionati al Dryden Flight Research Center. Nel 1988 compì il 30 anniversario della carriera presso l'Air Force e si congedò dal servizio col grado di colonnello. Continuò comunque la sua attività da pilota di ricerca pure da civile.
Fra le varie assegnazioni della sua carriera di pilota di ricerca e di attività di supporto spiccano senz'altro il pilotaggio del B-52 Stratofortress, un veicolo di lancio della NASA, nonché il pilotaggio della Boeing 747 - Shuttle Carrier Aircraft  (SCA) cioè l'aereo appositamente modificato per consentire il trasporto dell'orbiter.
Nel suo ruolo di pilota per il citato progetto del B-52 Stratofortress, Fullerton è pure coinvolto nello sviluppo del F-111, un sistema nuovo per il recupero ed il salvataggio di un equipaggio nonché nel lancio del veicolo spaziale Pegasus, un razzo sviluppato per soli fini commerciali. In aggiunta ha assunto la conduzione di diversi progetti, tra cui spiccano la partecipazione alla NASA/Convair 990, ai sistemi di ricerca per l'aereo F-18, F-15 e molti altri. Tra il 1998 e il 1999 partecipa, insieme al collega statunitense Robert Rivers, al programma congiunto Tupolev-NASA Archiviato il 2 settembre 2019 in Internet Archive. per ricerche sul volo supersonico a bordo di un Tu-144 appositamente modificato (Tu-144LL). 
Con un totale superiore alle 13 000 ore di volo, Fullerton ha pilotato 114 tipi di aereo diversi, raggiungendo la piena qualificazione da pilota per gli aerei T-33, T-34 Mentor, T-37, T-39, F-86, F-101, F-106, F-111, F-14, X-29, KC-135, C-140 e B-47.
Da quando giunse a Dryden nel ruolo di pilota di ricerca, Fullerton ha pilotato e testato quasi tutti gli aerei usati dall'aeronautica. Era impegnato nella ricerca per il perfezionamento degli T-38, F-18, F-15, B-52, del NASA/Convair 990, del 747 Shuttle Carrier Aircraft e del DC-8.

### Morte
È scomparso nel 2013 all'età di 76 anni per le conseguenze di un ictus che aveva subito tre anni e mezzo prima; riposa nel Cimitero nazionale di Arlington, Virginia.